# لوت م موريل
لوت ميريك موريل (بالإنجليزية: Lot Myrick Morrill)‏ (و. 1813 – 1883 م) هو سياسي، ومحام من الولايات المتحدة ولد في بيلغرايد. شغل منصب الحاكم الثامن والعشرين لولاية مين، وخدم في مجلس الشيوخ الأمريكي وتم تعيينه وزيرا للخزانة من قبل الرئيس يوليسيس غرانت. كان موريل سياسيا بارعا وشغل العديد من المناصب سواء بالانتخاب أو التعيين طوال حياته. كرس موريل عمله في الخزانة لوضع العملة الصعبة بدلا من النقود الورقية وخصص نفسه لخدمة المصلحة العامة بدلا من مصالح الحزب.  لقي موريل حظوة الناس كوزير للخزانة وذلك في الصحافة الأمريكية وفي وول ستريت، وعرف عنه نزاهته المالية والسياسية. وكان موريل هو وزير الخزانة الرابع والأخير في عهد الرئيس غرانت.
تلقى موريل تعليمه في المدارس العامة في مين، ودخل لفترة وجيزة في كلية واترفيل وعمل كمدير لمدرسة خاصة في نيويورك. درس موريل القانون ونجح في اختبار سجل المحاماة في عام 1839، وبدأ بعد ذلك عمله القانوني الخاص في مدينتي ريدفيلد وأوغستا في مين. عرف موريل بخطاباته البليغة، واكتسب شعبية بين أصدقائه الديمقراطيين الذين دعوا إلى الاعتدال. تم انتخاب موريل لمجلس نواب ولاية مين عام 1854 كديمقراطي وعمل رئيسا للحزب الديمقراطي في مين. ومع ذلك، تغيرت سياسات موريل عندما انقسمت الأمة على مسألة الرق خلال خمسينيات القرن التاسع عشر، وانضم إلى الحزب الجمهوري لسبب وحيد هو أن الجمهوريين كانوا يعارضون توسع الرق. انتخب عضوا في مجلس شيوخ ولاية مين في عام 1856 كجمهوري، وانتخب حاكما للولاية في عام 1858، وبقي في المنصب حتى عام 1861 بعد اندلاع الحرب الأهلية الأمريكية. انتخب موريل إلى مجلس الشيوخ الأمريكي عن ولايته في عام 1861 حيث شغل مكان السناتور هانيبال هاملين الذي أصبح نائب الرئيس أبراهام لينكون. امتدت فترة موريل في المجلس 15 عاما تقريبا خلال الحرب الأهلية وعصر إعادة الإعمار. دعم موريل التشريعات التي حظرت الرق في واشنطن العاصمة، ودعت إلى تعليم العبيد السود المعتقين ومنحهم حق الاقتراع.
في عام 1876، تم تعيين السيناتور موريل وزيرا للخزانة من قبل الرئيس غرانت لملء الفراغ بعد استقالة بنيامين بريستو من منصبه. تم تعيين منافسه السياسى جيمس جي بلين سيناتورا عن ماين بعد استقالة موريل من مجلس الشيوخ وتعيينه في الخزانة. استمر موريل في المنصب لأقل من عام. بعد تقاعده من وزارة الخزانة، عينه الرئيس رذرفورد هايز في منصب جامع الجمارك في ميناء بورتلاند في مين، حيث شغل هذا المنصب حتى وفاته في عام 1883.

## روابط خارجية
- لوت م موريل على موقع إن إن دي بي (الإنجليزية)